# 1654
- Wikisource

| Calendário gregoriano                                                        | 1654 MDCLIV                          |
| Ab urbe condita                                                              | 2407                                 |
| Calendário arménio                                                           | 1103 – 1104                          |
| Calendário bahá'í                                                            | -190 – -189                          |
| Calendário budista                                                           | 2198                                 |
| Calendário chinês                                                            | 4350 – 4351 Início a 17 de fevereiro |
| Calendário copta                                                             | 1370 – 1371                          |
| Calendário etíope                                                            | 1646 – 1647                          |
| Calendários hindus - Vikram Samvat - Calendário nacional indiano - Cáli Iuga | 1709 – 1710 1575 – 1576 4754 – 4755  |
| Calendário Holoceno                                                          | 11654                                |
| Calendário islâmico                                                          | 1064 – 1065                          |
| Calendário judaico                                                           | 5414 – 5415                          |
| Calendário persa                                                             | 1032 – 1033                          |
| Calendário rúnico                                                            | 1904                                 |
| Calendário solar tailandês                                                   | 2197                                 |

1654 (MDCLIV, na numeração romana)  foi um ano comum do século XVII do actual Calendário Gregoriano, da Era de Cristo, e a sua letra dominical foi D (53 semanas), teve início a uma quinta-feira e terminou também a uma quinta-feira.
| Ano completo                        |
| ----------------------------------- |
| Ano comum com início à quinta-feira |

## Eventos
- A frota de Salvador Correia de Sá e Benevides reconquista o Brasil e Luanda aos holandeses, recuperando-os para a coroa portuguesa.
- Naufrágio na Baía da então ainda Vila da Praia do galeão português de 600 toneladas, "São Pedro de Hamburgo", que vinha do Brasil. Salvou-se parte da carga e parte da artilharia.
- O padre António Vieira viaja, com 46 anos do Brasil até Lisboa para obter do rei novas normas sobre o estatuto dos Índios nas missões do Maranhão. Antes de partir, a 13 de Junho, prega o Sermão de Santo António aos Peixes. O navio é apanhado por uma tempestade próximo da ilha do Corvo, Açores e mais tarde atacado por piratas holandeses que o saqueiam, deixando os passageiros na Ilha Graciosa; de lá Vieira passa à Ilha Terceira e à ilha de São Miguel, donde embarca para Lisboa num navio inglês.
- Final da luta entre brasileiros e holandeses.

## Janeiro
- 26 de Janeiro - Dá-se capitulação neerlandesa a favor do Reino de Portugal, conhecido pelo Tratado de Taborda.

### Agosto
- 15 de Agosto - Fundação do povoado de Sorocaba por Baltasar Fernandes.

### Setembro
- 7 de setembro - Vinte e três judeus portugueses vindos do Brasil neerlandês refugiam-se em Nova Amsterdão (futura Nova York), depois de serem expulsos junto com os neerlandeses pelos luso-brasileiros do Nordeste do Brasil.
- 12 de setembro - Oliver Cromwell ordena a expulsão do Parlamento de todos os membros que lhe são hostis.

## Nascimentos
- 3 de Agosto - Carlos I de Hesse-Cassel (m. 1730).
- 15 de Agosto - São João José da Cruz - Confessor franciscano da 1ª ordem (m. 1737).
- 27 de Dezembro - Jakob Bernoulli, matemático (m. 1705).

## Mortes
- 8 de Setembro - Pedro Claver, santo missionário jesuíta da Catalunha (n. 1580).